# Has Fallen
Has fallen ist eine US-amerikanische Actionfilmreihe, die für ihre spannungsgeladenen Handlungen, politischen Intrigen und spektakulären Terroranschlägen auf politische Machtzentren bekannt ist.
Die Reihe begann 2013 mit dem Film Olympus Has Fallen. Im Mittelpunkt steht der Secret-Service-Agent Mike Banning, gespielt von Gerard Butler, der eine zentrale Rolle bei der Abwehr terroristischer Bedrohungen spielt.
Aufgrund der Popularität der Has fallen-Filmreihe wurde als Spin-off ein TV-Serie geplant. 2024 entstand mit Paris Has Fallen die erste TV-Reihe, wobei Gerard Butler nicht mitspielt, aber als Produzent über seine Firma G-BASE beteiligt ist. Die Serie folgt dem Personenschützer Vincent Taleb (gespielt vom Franzosen Tewfik Jallab) und der britischen MI6-Agentin Zara Taylor (gespielt von der Britin Ritu Arya).
Film-Reihe mit Mike Banning
- 2013: Olympus Has Fallen
- 2016: London Has Fallen
- 2019: Angel Has Fallen
- 2025: Night Has Fallen (8. November 2025)[4]

TV-Reihe mit Zara Taylor und Vincent Taleb
- 2024: Paris Has Fallen (8 Episoden)
- 2026: Apollo Has Fallen (8 Episoden)[5]